# Markowice
Markowice is een Pools dorp in het administratief district Strzelno in de Powiat Mogileński in Koejavië-Pommeren.

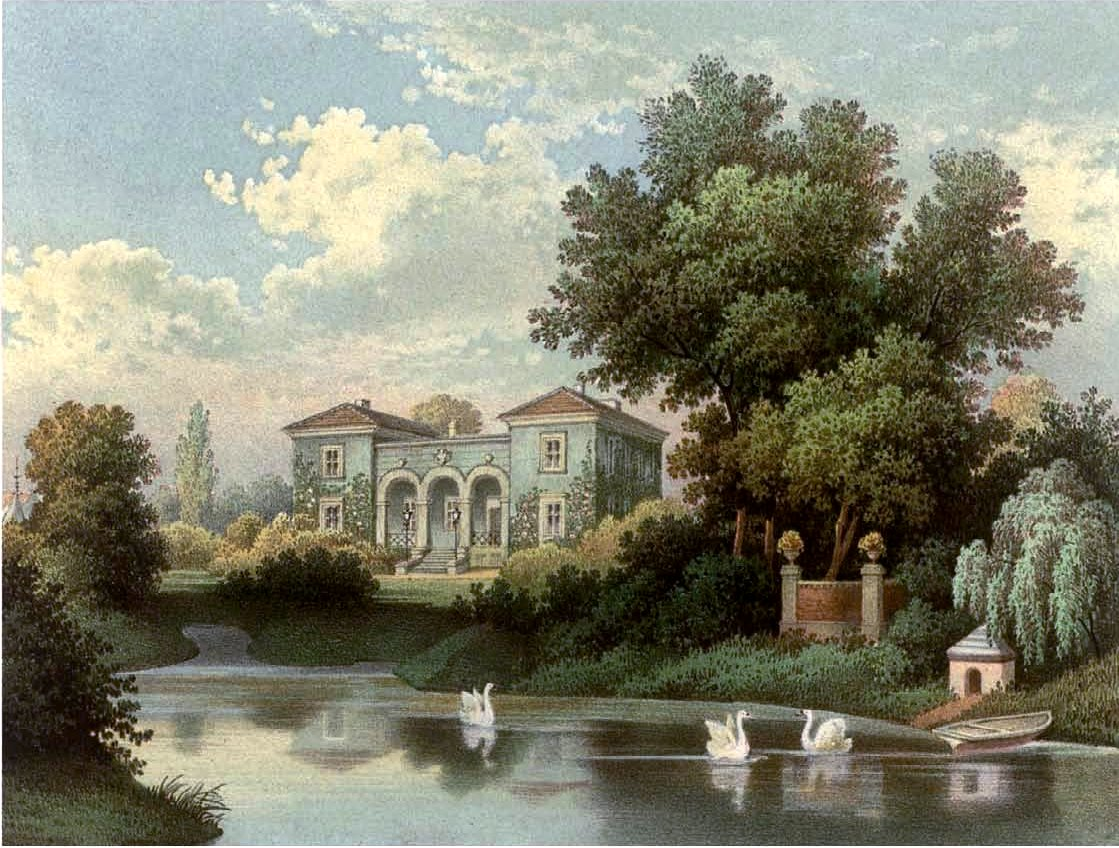
Gut Markowitz rond 1860, door Alexander Duncker